# Franz Heinzer
Franz Heinzer (Svitto, 11 aprile 1962) è un allenatore di sci alpino ed ex sciatore alpino svizzero, campione del mondo nella discesa libera a Saalbach-Hinterglemm 1991 e vincitore di quattro Coppe del Mondo di specialità.

## Biografia

### Carriera sciistica

#### Stagioni 1981-1985
Heinzer, specialista delle prove veloci originario di Rickenbach, in Coppa del Mondo ottenne il primo piazzamento il 18 gennaio 1981, giungendo 8º nella discesa libera disputata sul celebre tracciato Streif di Kitzbühel, e il 6 marzo seguente salì per la prima volta sul podio piazzandosi 3º nella medesima specialità ad Aspen, alle spalle del campione iridato austriaco Harti Weirather e del canadese Steve Podborski.
L'anno seguente partecipò ai suoi primi Campionati mondiali e nella rassegna iridata disputata a Schladming concluse 4º nella discesa libera. Il 19 dicembre 1982 conquistò il primo successo in Coppa del Mondo, nella combinata svoltasi in Val Gardena; nella stagione successiva (1983-1984) a Val-d'Isère si aggiudicò il 9 e 10 dicembre due vittorie consecutive, la prima in discesa libera e la seconda in combinata. Convocato per i Mondiali del 1985 tenutisi a Bormio, si piazzò nuovamente 4º nella discesa libera.

#### Stagioni 1986-1990
A livello di Coppa del Mondo nel 1985-1986 tornò al successo nella discesa libera di Åre del 22 febbraio, dopo oltre due anni di assenza dal gradino più alto del podio. La stagione seguente lo vide invece ottenere, oltre al successo sulle nevi di casa di Laax il 4 gennaio in Coppa del Mondo, un altro 4º posto ai Mondiali di Crans-Montana. Ai XV Giochi olimpici invernali di Calgary 1988, suo esordio olimpico, Heinzer si classificò 17º nella discesa libera e 15º nel supergigante; l'11 marzo dello stesso anno si aggiudicò la discesa libera di Coppa del Mondo disputata sulla Birds of Prey di Beaver Creek, suo quarto successo nel circuito. 
Nella stagione 1988-1989 non andò mai a podio in Coppa del Mondo, fatto che non gli accadeva dalla stagione 1981-1982; ai Mondiali di Vail di quell'anno fu 11º nel supergigante. Nella stagione 1990-1991 in Coppa del Mondo ottenne quattro vittorie e quattro secondo posti e si aggiudicò la sua prima Coppa del Mondo di discesa libera (con 34 punti di vantaggio su Atle Skårdal) e la Coppa del Mondo di supergigante (con 7 punti di vantaggio su Stephan Eberharter); i suoi successi di quell'anno furono quelli in discesa libera sulla Saslong della Val Gardena il 14 dicembre, sulla Streif di Kitzbühel il 12 gennaio, ad Aspen l'8 marzo e a Lake Louise il 16 marzo. L'ottima annata dell'atleta fu coronata dalla medaglia d'oro nella discesa libera vinta ai Mondiali di Saalbach-Hinterglemm in gennaio, dove fu anche 10º nel supergigante.

#### Stagioni 1991-1994
Anche nella stagione 1991-1992 vinse quattro discese libere, altrettante classiche dello sci alpino: il 14 dicembre di nuovo sulla Saslong, il 17 e 18 gennaio sulla Streif e il 25 gennaio sulla Lauberhorn di Wengen. Questi prestigiosi risultati consegnano a Heinzer la seconda Coppa di specialità, con 112 punti di margine su Daniel Mahrer. Ai XVI Giochi olimpici invernali di Albertville 1992 si piazzò invece al 6º posto nella discesa libera e non completò il supergigante.
Nel 1992-1993 giunsero in discesa libera gli ultimi tre successi di carriera in Coppa del Mondo, tra i quali quello sulla Kandahar di Garmisch-Partenkirchen il 10 gennaio e quello di Veysonnaz il 23 gennaio che fu la sua ultima vittoria; ai Mondiali di Morioka invece chiuse al 10º posto. Si aggiudicò quindi la sua terza coppa di cristallo di specialità, grazie anche agli otto podi stagionali, con 100 punti di vantaggio su Skårdal; il 26 marzo a Åre ottenne l'ultimo podio della carriera, il 3º posto in supergigante dietro al norvegese Kjetil André Aamodt e all'austriaco Günther Mader. Ai XVII Giochi olimpici invernali di Lillehammer 1994, sua ultima presenza olimpica, non concluse la discesa libera; l'ultimo piazzamento della sua attività agonistica fu il 12º posto ottenuto a Vail durante le finali di Coppa del Mondo, il 16 marzo 1994, in discesa libera.

#### Bilancio della carriera
A cavallo tra gli anni 1980 e i primi anni del decennio successivo fu uno dei più vittoriosi interpreti della discesa libera nella quale, insieme al connazionale Peter Müller, rivaleggiava alla pari con la forte squadra austriaca, riuscendo in carriera ad aggiudicarsi quindici vittorie in Coppa del Mondo e a conquistare tre trofei di specialità. Fu in grado, tra l'altro, di trionfare su alcuni dei più importanti tracciati, tra cui la Lauberhorn di Wengen e la Streif di Kitzbühel.
In discesa libera conseguì anche il risultato più prestigioso della carriera, la medaglia d'oro ai Mondiali disputati a Saalbach-Hinterglemm nel 1991. Heinzer riuscì anche ad adattarsi al supergigante, tipo di gara creato proprio in quegli anni, vincendo anche una Coppa del Mondo di specialità. Nel palmarès vanta anche due successi in combinata.

### Carriera da allenatore
Dopo il ritiro è divenuto allenatore della nazionale svizzera, incaricato della squadra di Coppa Europa.

## Palmarès

### Mondiali
- 1 medaglia:
  - 1 oro (discesa libera a Saalbach-Hinterglemm 1991)

### Coppa del Mondo
- Miglior piazzamento in classifica generale: 3º nel 1993
- Vincitore della Coppa del Mondo di discesa libera nel 1991, nel 1992 e nel 1993
- Vincitore della Coppa del Mondo di supergigante nel 1991
- 45 podi:
  - 17 vittorie
  - 16 secondi posti
  - 12 terzi posti

#### Coppa del Mondo - vittorie
| Data             | Località               | Paese       | Specialità |
| ---------------- | ---------------------- | ----------- | ---------- |
| 19 dicembre 1982 | Val Gardena            | Italia      | KB         |
| 9 dicembre 1983  | Val-d'Isère            | Francia     | DH         |
| 10 dicembre 1983 | Val-d'Isère            | Francia     | KB         |
| 22 febbraio 1986 | Åre                    | Svezia      | DH         |
| 4 gennaio 1987   | Laax                   | Svizzera    | DH         |
| 11 marzo 1988    | Beaver Creek           | Stati Uniti | DH         |
| 14 dicembre 1990 | Val Gardena            | Italia      | DH         |
| 12 gennaio 1991  | Kitzbühel              | Austria     | DH         |
| 8 marzo 1991     | Aspen                  | Stati Uniti | DH         |
| 16 marzo 1991    | Lake Louise            | Canada      | DH         |
| 14 dicembre 1991 | Val Gardena            | Italia      | DH         |
| 17 gennaio 1992  | Kitzbühel              | Austria     | DH         |
| 18 gennaio 1992  | Kitzbühel              | Austria     | DH         |
| 25 gennaio 1992  | Wengen                 | Svizzera    | DH         |
| 10 gennaio 1993  | Garmisch-Partenkirchen | Germania    | DH         |
| 16 gennaio 1993  | Sankt Anton am Arlberg | Austria     | DH         |
| 23 gennaio 1993  | Veysonnaz              | Svizzera    | DH         |

Legenda:

DH = discesa libera

KB = combinata

### Campionati svizzeri
- 5 medaglie (dati parziali, dalla stagione 1988-1989):
  -  5 ori (discesa libera nel 1989; discesa libera nel 1990; discesa libera nel 1991; discesa libera, supergigante nel 1994)[senza fonte]

## Statistiche

### Podi in Coppa del Mondo
| Stagione/Specialità | Discesa libera | Discesa libera | Discesa libera | Supergigante | Supergigante | Supergigante | Combinata | Combinata | Combinata | Podi totali |
| ------------------- | -------------- | -------------- | -------------- | ------------ | ------------ | ------------ | --------- | --------- | --------- | ----------- |
| Stagione/Specialità | 1º             | 2º             | 3º             | 1º           | 2º           | 3º           | 1º        | 2º        | 3º        | Podi totali |
| 1981                |                |                | 1              |              |              |              |           |           |           | 1           |
| 1982                |                |                |                |              |              |              |           |           |           | 0           |
| 1983                |                |                |                |              |              |              | 1         |           |           | 1           |
| 1984                | 1              |                |                |              |              |              | 1         |           |           | 2           |
| 1985                |                | 2              |                |              |              |              |           | 2         | 1         | 5           |
| 1986                | 1              |                |                |              |              |              |           |           |           | 1           |
| 1987                | 1              | 1              | 3              |              |              |              |           |           |           | 5           |
| 1988                | 1              | 2              | 1              |              |              |              |           |           |           | 4           |
| 1989                |                |                |                |              |              |              |           |           |           | 0           |
| 1990                |                | 3              | 1              |              |              |              |           |           |           | 4           |
| 1991                | 4              | 2              |                |              | 2            |              |           |           |           | 8           |
| 1992                | 4              |                | 1              |              |              | 1            |           |           |           | 6           |
| 1993                | 3              |                | 2              |              | 2            | 1            |           |           |           | 8           |
| 1994                |                |                |                |              |              |              |           |           |           | 0           |
| Totale              | 15             | 10             | 9              | 0            | 4            | 2            | 2         | 2         | 1         | 45          |
| Totale              | 34             | 34             | 34             | 6            | 6            | 6            | 5         | 5         | 5         | 45          |